# 馬馬雷哈邊檢站
48°15′20″N 26°35′15″E / 48.25556°N 26.58750°E

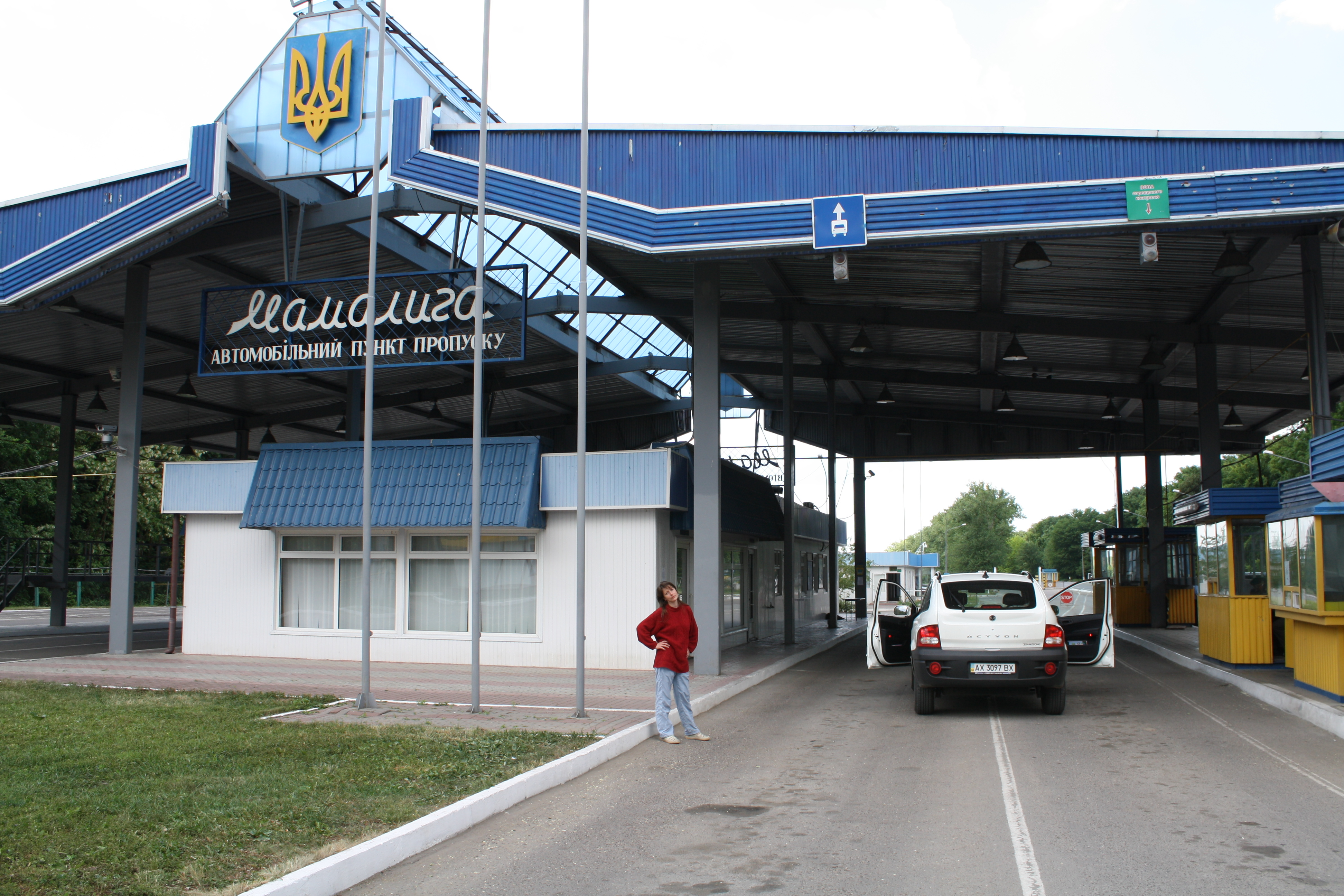

马马雷哈邊境檢查站位於乌摩边境烏克蘭一側，可以透過铁路和公路通過。
坐落于切爾諾夫策州德涅斯特區，馬馬雷哈村中心點以東約1公里，Н10高速公路旁。
除海关和边境管制外，該公路检查站还可进行卫生、動植物检疫、环境管制和国际道路运输服务管制。

## 外部鏈接
- 检查站/EECP 互动地图 — 乌克兰国家边境服务局的存檔，存档日期2020-12-04.